# 국립한밭대학교
국립한밭대학교(國立한밭大學校, Hanbat National University)는 대전광역시 유성구에 위치한 대한민국의 국립 대학이다. 공과대학, 정보기술대학, 건설환경조형대학, 인문대학, 경상대학, 미래산업융합대학 등 6개 단과대학과 30개 학과, 2개의 학부, 4개의 대학원으로 구성되어 있다. 4차 산업혁명 시대를 맞이하여 핵심역량을 기본적으로 갖춘 글로벌 전문가를 양성하기 위해 C+U200제도를 도입하여 학생들이 재학기간 중에 이러한 역량을 갖출 수 있는 교육체제를 운영하고 있다. 산학협력을 위한 기관으로 화학소재상용화지역혁신센터(RIC), 대덕테크노밸리교육원, 창업보육센터 등 16개가 있으며, 부설연구기관으로는 건설안전기술연구소, 도시환경연구소, 에너지청정기술연구소 등 19개 기관이 있다. 지식경제부의 이노폴리스 캠퍼스로 선정되어, 대덕연구개발특구와 독일 프라운호퍼 연구소 간 공동 연구개발을 지원받고 있다.

## 연혁
| 시기         | 내용                                                 |
| ------------ | ---------------------------------------------------- |
| 1927. 5. 20  | 홍성공립공업전수학교 개교                            |
| 1951. 10. 10 | 대전공업고등학교로 개편                              |
| 1963. 8. 9   | 대전공업고등전문학교로 개편                          |
| 1979. 3. 1   | 대전공업전문대학으로 개편                            |
| 1984. 3. 1   | 대전개방대학으로 개편                                |
| 1988. 3. 1   | 대전공업대학으로 교명변경                            |
| 1990. 3. 1   | 산업대학원 개원                                      |
| 1993. 3. 1   | 대전산업대학교로 교명 변경                           |
| 1994. 8. 19  | 유성캠퍼스 토지매입 및 기공식                        |
| 1995. 1. 27  | 초대총장 강용식 박사 취임                            |
| 1995. 10. 7  | 재단법인 학술문화연구재단 설립                       |
| 1996. 4. 15  | 제2대 총장 천성순 박사 취임                          |
| 1998. 12. 21 | 대학본부 유성캠퍼스 이전                             |
| 2000. 4. 15  | 제3대 총장 염홍철 박사 취임                          |
| 2000. 9. 5   | 산업대학원 최고경영자과정 개원                       |
| 2001. 3. 1   | 한밭대학교로 교명 변경                               |
| 2002. 3. 1   | 정보통신전문대학원 개원                              |
| 2002. 7. 20  | 제4대 총장 설동호 박사 취임                          |
| 2002. 10. 7  | 유성캠퍼스 이전 완료                                 |
| 2002. 11. 9  | KOLAS 공인시험기관인정(재료평가연구센터)             |
| 2003. 5. 1   | 산학협력단 설립                                      |
| 2005. 3. 1   | 창업경영대학원 개원                                  |
| 2006. 7. 20  | 제5대 총장 설동호 박사 취임                          |
| 2009. 12. 14 | 대덕캠퍼스 준공                                      |
| 2010. 7. 20  | 제6대 총장 이원묵 박사 취임                          |
| 2012. 3. 1   | 일반대학 전환 개교 / 일반대학원 개원                 |
| 2013. 3. 1   | 학·석사 통합과정 신설                                |
| 2014. 7. 25  | 제7대 총장 송하영 공학박사 취임                      |
| 2015. 1. 17  | 한밭대학교 중국교우회 창립                           |
| 2015. 2. 26  | 학사조직 개편(5개 단과대학 24개학과(학부))           |
| 2016. 7. 17  | 평생교육단과대학 지원사업 선정(5개 학과)             |
| 2016. 11. 8  | 개교90주년 기념 엠블럼 및 슬로건 선포식              |
| 2016. 12. 23 | 대전·세종 지역산업 맞춤형 인력양성 공동훈련기관 선정 |
| 2017. 3. 1   | 미래산업융합대학 신설                                |
| 2017. 5. 19  | 개교90주년 기념식                                    |
| 2017. 6. 20  | 대학일자리본부 개소                                  |
| 2017. 11. 30 | 국제교류관 개관(역사비전실 이전)                     |
| 2018. 1. 23  | 드론융합기술센터 개소                                |
| 2018. 3. 28  | 교육부 ‘4차산업혁명 혁신선도대학’ 선정               |
| 2018. 5. 25  | 한국연구재단 ‘대학중점연구소지원사업’ 선정           |
| 2018. 8. 17  | 제8대 총장 최병욱 이학박사 취임                      |
| 2018. 10. 4  | 지역사회상생센터 개소                                |
| 2018. 11. 21 | 스마트팩토리 개소                                    |
| 2018. 12. 10 | 빅데이터 센터 개소                                   |
| 2019. 1. 30. | 제3학생생활관 준공(BTL 생활관)                       |
| 2019. 2. 11. | 지역협력 연구 및 분석 지원센터 착공(3차)             |
| 2019. 4. 8.  | 한밭대학교 직장어린이집 착공                         |
| 2019. 5. 17. | 발전기금 명예의 전당 리모델링                        |
| 2019. 7. 31. | 대전 중장년 기술창업센터 개소                        |
| 2022. 11. 11 | 제9대 총장 오용준 공학박사 취임                      |

## 교육편제

### 학부
한밭대학교에는 6개의 단과대학과 41개의 학과, 1개 학부 과정을 제공하고 있다. 다음은 2021년 기준, 한밭대학교의 학부 과정 일람이다.
|  | - 기계공학과 - 기계소재융합시스템공학과 - 신소재공학과 - 화학생명공학과 | - 산업경영공학과 - 설비공학과 | - 창의융합학과 - 산학융합학부 |

|  | - 전기공학과 - 전자공학과 - 컴퓨터공학과 | - 정보통신공학과 - 모바일융합공학과 | - 인공지능소프트웨어학과 - 지능미디어공학과 |

|  | - 건설환경공학과 - 도시공학과 | - 건축공학과 - 건축학과 | - 시각디자인학과 - 산업디자인학과 |

|  | - 영어영문학과 - 중국어과 | - 일본어과 | - 공공행정학과 |

|  | - 경영회계학과 - 경제학과 | - 융합경영학과 | - 회계학과 |

|  | - 전기시스템공학과 - 회계세무부동산학과 | - 창업경영학과 - 스포츠건강과학과 - 융합건설시스템학과 | - IT시스템공학과 - 융합디자인학과 | - 융합기술학과 - 생산경영공학학과 - 통합물관리학과 - 협동조합금융학과 |

### 대학원
한밭대학교는 일반대학원과, 1개의 전문대학원, 2개의 특수대학원 등 4개의 대학원을 운영하여 석·박사 학위 과정을 운영하고 있다.
| \| - 기계공학과 - 응용소재공학과 - 전기공학과 - 전자공학과 - 토목공학과 - 건축공학과 - 화학생명공학과 - 산업경영공학과 - 재료공학과[* 2] \| - 건축설비공학과[* 2] - 환경공학과 - 소재시스템공학과[* 2] - 도시공학과 - 건축학과[* 2] - 창의융합학과 - 응용광학과[* 2] - 빅데이터융합학과[* 2] - 수리과학과[* 2] \| - 영어영문학과 - 중국어과[* 2] - 일본어과[* 2] - 경영학과 - 경제학과[* 2] - 회계학과 - 공공정책학과[* 2] - 시각디자인과 - 산업디자인과 \| \| | | |  |
| - 기계공학과 - 응용소재공학과 - 전기공학과 - 전자공학과 - 토목공학과 - 건축공학과 - 화학생명공학과 - 산업경영공학과 - 재료공학과 | - 건축설비공학과 - 환경공학과 - 소재시스템공학과 - 도시공학과 - 건축학과 - 창의융합학과 - 응용광학과 - 빅데이터융합학과 - 수리과학과 | - 영어영문학과 - 중국어과 - 일본어과 - 경영학과 - 경제학과 - 회계학과 - 공공정책학과 - 시각디자인과 - 산업디자인과 |  |

| 한밭대학교 전문대학원 과정                                                                 |
| ------------------------------------------------------------------------------------------ |
| - 정보통신전문대학원 - 컴퓨터공학과 - 정보통신공학과 - 지능미디어공학과 - 모바일융합공학과 |

| 한밭대학교 특수대학원 과정    |
| ----------------------------- |
| - 산업대학원 - 창업경영대학원 |

1. 1 2 3 4  계약학과
2. 1 2 3 4 5 6 7 8 9 10 11  박사과정 미설치 학과

## 상징물
- 교조 - 독수리: 높이나는 독수리는 강인한 발톱과 날카로운 부리, 매서운 눈을 가지고 있는 용맹스러운 새이다. 강인한 비상력으로 빠르고 높이 날며 더 넓은 세계를 지향한다. 바람부는 창공을 높이 날아가는 수수한 모습은 우리에게 여유와 긴장을 더해 준다.
- 교화 - 백목련: 이른 봄 3~4월에 꽃을 피우는 백목련은 흰자태가 청아하며 향기 또한 강렬하다. 겨우내 온 천지에 쌓였던 백설의 정화처럼 온누리의 흰빛과 온누리의 향기를 다 모아 다다를 수 없는 소박한 겸손은 아름다운 참삶의 가락을 느끼게 한다.
- 교목 - 소나무: 소나무는 천년을 살되 낮고 습기가 많은 땅은 싫어한다. 산을 좋아하는 소나무는 가파른 비탈과 높은 바위틈에서도 잘 자란다. 깨끗한 땅과 파란하늘 맑은 이슬을 좋아하는 소나무는 수명이 길고 그 빛이 푸르러 지조와 절개, 수명과 번성으로 비유되고 십장생의 하나로 기리어 왔다.

## UI소개
- 심볼마크 전체의 네모 형태는 배움의 큰 터인 '한밭'을 상징하며, 네개의 직사각형은 각각 '학생', '교수', '직원', '동문'의 관계 구성원을 나타낸다. 이들의 네 가지 요소가 강력하게 결속되어 대학의 정체성을 확립하고 이를 적극적이고 능동적으로 추진하려는 대학의 의지를 표명하였다. 또한 컬러플한 색상을 사용하여 젊은 감각에 맞는 아름다운 이미지를 표현하였으며 15도로 기울어진 사각형은 대학의 발전과 미래지향성에 대한 역동성을 상징한다.

## 같이 보기
- 대한민국의 교육